# Moritz Schröter
Moritz Schröter (25 de fevereiro de 1851 – 12 de março de 1925) foi um engenheiro mecânico alemão.

## Vida
Filho do engenheiro mecânico Moritz Schröter (1813–1867), professor da Universidade de Stuttgart e da Universidade de Zurique. Foi em 1879 außerordentlicher Professor für Theoretische Maschinenlehre na Universidade Técnica de Munique (TU München). Lá assumiu o laboratório de seu antecessor Carl von Linde, onde foram feitos a partir de 1897 experimentos sistemáticos com o motor a diesel. Em 1886 foi ordentlicher Professor em Munique. De 1908 a 1911 foi reitor da TU München. Recebeu em 1920 a Medalha Grashof da Verein Deutscher Ingenieure. Aposentou-se em 1924, sucedido por Wilhelm Nusselt.
É juntamente com Ludwig Prandtl autor do artigo Technische Thermodynamik na Encyklopädie der mathematischen Wissenschaften.